# Listrac
Listrac ist nach Moulis die zweitkleinste der sechs kommunalen Appellationen des Médoc. 2002 wurden in Listrac-Médoc auf 664 Hektar Anbaufläche 29.154 Hektoliter Rotwein erzeugt, in den meisten Jahren liegt die Menge höher – bis zu 38.000 Hektoliter. Nicht unter die AOC fällt der auf insgesamt 6 ha angebaute Weißwein.

## Boden und Klima
Das Anbaugebiet von Listrac bildet ein etwa sechs mal 3,5 km langes, von Südwesten nach Nordosten verlaufendes Rechteck. Es schließt unmittelbar an das südöstlich gelegene Gebiet von Moulis an und besteht wie dieses aus unterschiedlichen geologischen Formationen des Tertiär und Quartär.
Drei Gruppen von Lagen charakterisieren das Anbaugebiet von Listrac:
- Im Westen liegen auf einem Kalksteinsockel die Kiessandkuppen von Fonréaud, Berniquet-Sémeillan und Fourcas (von Süd nach Nord). Sie entstanden im Pliozän aus Pyrenäen-Gestein. Mit einer maximalen Höhe von 46 m ü. NN bilden sie die höchste Erhebung des Médoc. Hier wird überwiegend Cabernet angebaut.
- Die ausgedehnte Ebene von Peyrelebade im Zentrum des Gebietes besteht aus lehmig-kalkigem Sandboden. Sie entstand, als die dort ursprünglich vorhandene Antiklinale aus Kalkstein erodierte. Hier wächst vorwiegend Merlot.
- Im Nordosten liegt im Weiler Médrac eine Kuppe aus Kieseln, die die Garonne in der Günz-Eiszeit herangetragen hat. Sie bildet die Fortsetzung der zur Gemeinde Moulis gehörenden Kiessandkuppe von Grand-Poujeaux und stellt aufgrund ihrer schnellen Erwärmung und des hervorragenden Wasserabzugs das beste Terroir für den Cabernet-Sauvignon dar.

Das Klima ist wie im gesamten Médoc vom ozeanischen Einfluss geprägt. Unter den Anbaugebieten des Médoc ist es allerdings dasjenige mit der größten Entfernung zur Gironde. Daher ist die temperierende Wirkung des Flusses geringer, und es besteht eine erhebliche Frostgefahr. Als im Januar 1985 die Temperatur auf −20 °C sank, erfroren in Listrac rund 100 ha Reben.

## Weine und Châteaux
Nach den Lagen, über die das Château verfügt, richtet sich der Rebsatz. Aufgrund der Dominanz lehmig-kalkiger Böden besitzt der Merlot mit fast 60 % in Listrac den höchsten Anteil, gefolgt vom Cabernet-Sauvignon. Ferner werden noch Cabernet Franc (3 %) und Petit Verdot (unter 3 %) kultiviert. Kaum angebaut wird hingegen der Malbec. Der zugelassene Basisertrag beträgt 45 Hektoliter / Hektar.
Der Rotwein von Listrac wird stets im klassischen Bordeaux-Stil bereitet. Hierzu gehören lange Maischegärung und Holzfassausbau. Typisch sind dabei Anteile von rund einem Drittel neuer Barriquefässer. Der Listrac ist robust und körperreich. Sein Tanningehalt ist in der Regel höher als der des benachbarten Moulis. Daher benötigt er etwas längere Flaschenreife als jener. Je nach Jahrgang baut ein Listrac zwischen 7 und 20 Jahre lang aus. Die Abgrenzung zwischen Moulis und Listrac ist allerdings nicht immer eindeutig, denn manche Châteaux besitzen Reben auch in der jeweiligen Nachbarappellation. Es gibt jedoch eine Tendenz zur separaten Vinifizierung und Vermarktung. So erzeugt Château Clarke aus seinen in Moulis gelegenen Parzellen den „Château Malmaison“, und Château Mayne-Lalande verfährt ebenso mit seinem „Château Myon-L’Enclos“.
Listrac besitzt heute etwa 30 unabhängige Weingüter. Die Mehrzahl von ihnen zählt zur Klasse der Crus Bourgeois. Dass sich unter ihnen kein Grand Cru Classé befindet, liegt daran, dass die Gemeinde in der Klassifikation von 1855 nicht berücksichtigt wurde. Die Weine der führenden Güter sind heute jedoch klassifizierten Gewächsen ebenbürtig. Insgesamt besitzt Listrac 20 Crus Bourgeois, davon neun als „Supérieur“ eingestufte Güter:
| Crus Bourgeois Supérieurs | Crus Bourgeois |
| --- | --- |
| - Château Cap León Veyrin - Château Clarke - Château Fonréaud - Château Fourcas Dupré - Château Fourcas Hosten - Château Fourcas Loubaney - Château Lestage - Château Mayne Lalande - Château Saransot-Dupré | - Château Baudan - Château Bibian - Château Donissan - Château Ducluzeau - Château l’Ermitage - Château Lalande - Château La Lauzette-Declercq - Château Liouner - Château Peyredon Lagravette - Château Reverdi - Château Sémeillan-Mazeau |

Listrac besitzt außerdem eine der bekanntesten Winzergenossenschaften des Médoc. Sie verarbeitet den Ertrag von 160 Hektar Rebland und ist so mit Abstand der größte Betrieb des Ortes. Ihr gehören etwa 50 Erzeuger an. Neben ihrem „Flaggschiff“ Grand Listrac produziert sie die Prestige-Cuvée La Caravelle. Daneben vinifiziert sie die Weine mehrerer Châteaux. Ferner werden mehrere Cuvées aus den Reben von Mitgliedern in der Nachbargemeinde Moulis erzeugt.

## Geschichte
Reben wuchsen in Listrac zwar bereits im Mittelalter, die Bedeutung des Weinbaus war damals jedoch gering im Vergleich zu Getreide- und Viehwirtschaft. Dies änderte sich erst mit der Urbarmachung des Médoc seit dem 17. Jahrhundert. Im Gegensatz zu den berühmten Gemeinden entlang der Gironde blieb der Weinbau in Listrac jedoch stets kleinbäuerlich geprägt. In der zweiten Hälfte des 18. Jahrhunderts war die Kiessandkuppe des Fourcas mit Reben bestockt, 1850 erwähnte der Autor Charles Cocks in seinem Buch „Bordeaux“ 60 Weingüter in Listrac. Einen weiteren Aufschwung erhielt der Weinbau durch den Bau der Eisenbahnlinie durch das Médoc. 1869 fuhr der erste Zug der Linie Bordeaux-Le Verdon durch Listrac. Die Reblauskrise versetzte Listrac Ende des 19. Jahrhunderts jedoch einen schweren Schlag, von dem es sich nur langsam erholte. Die Rebfläche hatte um die Jahrhundertwende noch eine Ausdehnung von 1380 Hektar, doppelt so viel wie heute. 1935 wurde die Winzergenossenschaft gegründet. Sie erhielt einen großen Schub, als die Eisenbahngesellschaft SNCF im Jahre 1948 den Grand-Listrac zum Hauswein für ihre Speisewagen machte. Gegen Ende der 1960er Jahre erreichte der Konsum der Bahnpassagiere mit 1500 Hektolitern, einem Drittel der genossenschaftlichen Jahresproduktion, seinen Höhepunkt. Parallel hierzu wurde der Aufschwung des Weinbaus 1957 mit der Anerkennung von Listrac als kommunale Appellation gekrönt. Der wachsende Ruf des Listrac zog neues Kapital an, das große Investitionen in vernachlässigte Weinberge und -keller ermöglichte. Das beste Beispiel dafür sind die nach dem Erwerb durch Baron Edmond de Rothschild in den Siebzigerjahren völlig erneuerten Châteaux Clarke und Peyrelebade. Nur eine Episode blieb dagegen der Kauf des Château Bibian durch den Fußballstar Jean Tigana. Der Aufschwung setzte sich bis in die Neunzigerjahre fort. Die Modernisierung der Kellereinrichtungen und Techniken der Weinbereitung hat dem Listrac zweifellos einiges von seiner früheren Rustikalität genommen. Seinen kraftvollen, langlebigen Charakter und sein günstiges Preis-Leistungs-Verhältnis hat er aber bis heute bewahrt.